# خانه میرزا احمد دهقان
خانه آمیرزا احمد دهقان مروست مربوط به دوره قاجار و دوره صفوی است و در شهرستان خاتم، بخش مروست، شهر مروست، بافت تاریخی مروست، محله دهقانی‌ها واقع شده و این اثر در تاریخ ۲۸ اسفند ۱۳۸۶ با شمارهٔ ثبت ۲۲۷۵۸ به‌عنوان یکی از آثار ملی ایران به ثبت رسیده است.
آمیرزا احمددهقان مروست فرزند پنجم حاج محمد اسماعیل و سکینه بیگام از خاندان حاج اسماعیل بزرگ بوده است که پس از فوت پدرش، وارث خانه پدری می‌شود. حاج اسماعیل بزرگ (به تقریب، متولد ۱۲۵۶ شمسی)، فرزند غفور، غفور فرزند کافی، کافی فرزند سعید، سعید فرزند حمزه و حمزه فرزند آسعید بزرگ از تاجرین بزرگ اصفهان بوده است.
نقل است حدود چهارصد سال قبل مروست دچار خشکسالی می‌شود، قاصدی از مروست روانه یزد شده که در راه به کاروان تجاری آسعید بزرگ برخورد می‌کند که ظاهراً از بندرعباس راهی اصفهان بوده است، آسعید بزرگ از مقصود قاصد باخبر شده دستور حرکت کاروان را به سمت مروست می‌دهد. به دستور آسعید بزرگ تمام اموال کاروان بین مردم مروست تقسیم می‌شود. آنها از خشکسالی و فقر رهایی می‌یابند و عزم می‌کنند تا سال بعد که کاروان تجاری او در مسیر اصفهان _ بندرعباس، بازمی‌گردد قرض خود را به اضافه سود آن بازگردانند. آسعید بزرگ از دریافت قرض خود سر باز می‌زند و می‌گوید: «همان سود عرف من را بس.» مردم که متوجه گذشت و جوانمردی او می‌شوند، تصمیم می‌گیرند او را در مروست نگه دارند، از این رو تعدادی پوکه قنات را که در معرض خشکسالی بوده اهدایی به او می‌بخشند تا آباد کند.
آسعید بزرگ هنگام اقامت در مروست فرزند خود حمزه را داشته است. او در سالهای اقامت خود، اقدام به احیای قنواتی چون سعید آباد و … می‌کند و از آن پس نسل در نسل فرزندان او ریاست مروست را بر عهده داشته‌اند.